# 约翰·威廉·斯特林

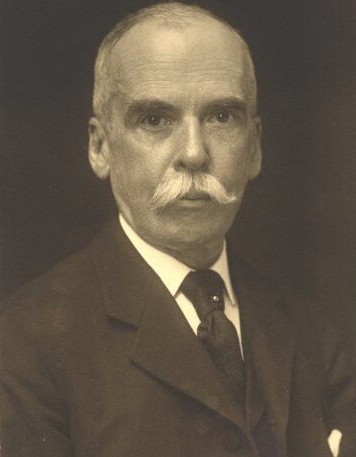
约翰·威廉·斯特林

约翰·威廉·斯特林（英語：John William Sterling，1844年5月12日—1918年7月5日）是慈善家，耶鲁大学的重要捐助人。

## 生平
斯特林出生于康涅狄格州的Stratford，1864年本科毕业于耶鲁大学，1893年自哥伦比亚大学法学院获得法学博士学位。他在纽约担任律师，1873年帮助创建了Shearman & Sterling律师事务所。
1918年斯特林去世时，赠给耶鲁大学1800万美元捐款，价值相当于2003年的1亿8千万美元，该笔捐款用于设置斯特林教席（Sterling Professorship），以及建设斯特林纪念图书馆、斯特林Divinity Quadrangle、耶鲁医学院（Yale School of Medicine）、Trumbull College、研究生楼（Hall of Graduate Studies）等。